# Zerotula
Zerotula is een geslacht van weekdieren uit de klasse van de Gastropoda (slakken).

## Soorten
- Zerotula antarctica (Numanami, 1996)
- Zerotula bicarinata (Suter, 1908)
- Zerotula coronata Warén & Hain, 1996
- Zerotula hedleyi (Mestayer, 1916)
- Zerotula incognita Warén & Hain, 1996
- Zerotula nautiliformis Powell, 1927
- Zerotula nummaria Powell, 1940
- Zerotula triangulata Powell, 1937